# Colibrí del Pirré
El colibrí del Pirré (Goldmania bella) és una espècie d'ocell de la família dels troquílids (Trochilidae) que ha estat considerada l'única espècie del gènere Goethalsia. Habita boscos de les terres altes, entre 600 i 1650 m, de l'extrem oriental de Panamà i adjacent nord-oest de Colòmbia.